# Cronologia da história da Nigéria
Esta é uma linha do tempo da história da Nigéria, compreendendo mudanças legais e territoriais importantes e eventos políticos na Nigéria e seus estados antecessores. Para ler sobre o pano de fundo para esses eventos, consulte História da Nigéria. Veja também a Lista de chefes de estado da Nigéria.
Esta é uma lista incompleta que não pode nunca ser capaz de satisfazer normas específicas para a completude. Você pode ajudar expandindo-o com entradas de origem confiável.

## Era pré-colonial[1]
- século IX — Bronzes são criados e encontrados na cidade de Ibo-Ucu .
- século X — Reino de Nri começo.
- século XI —  Borno é estabelecido como um Estado islâmico.
- século XV — Reinos hauçás no norte são estabelecidos nominalmente como estados muçulmanos.
- Início do século XIX —  O Califado de Socoto é estabelecido através de um jiade.
- Início do século XIX —  Califado de Socoto vai para a guerra com os estados iorubás.
- Meados do final do século XIX — atividade dos Missionários cristãos  começa no Sul da Nigéria

## Eracolonial
- 1880-1905— Sul da Nigéria é conquistada pelos britânicos.
- 1901-1902 — O Confederação Aro declina após a guerra anglo-Aro.
- 1903 — Os britânicos conquistam mais do Norte da Nigéria, incluindo a Califado  de Socoto.
- 1912 — Lord Lugard, governador do Norte da Nigéria, estabelece um sistema de governo indireto
- 1914 — Norte da Nigéria e sul da Nigéria, são reunidas para formar a Nigéria.
- 1946-1960 — Nigéria entra em um período de descolonização assim como cresce o nacionalismo nigeriano.
- 1950 — A conferência de delegados do norte e do Sul realizada em Ibadã.
- 1953 — Na conferência de Londres tem lugar, a fórmula a respeito da Nigéria federal .
- 1957 — Nigéria realiza a sua conferência constitucional.
- 1959 — Nigéria realiza a sua primeira eleição nacional para configurar um governo independente. O Norte da Nigéria ganha a maioria dos assentos do parlamento.

## Era pós-colonial (1960 – presente)
- 1 de outubro,1960 — A Nigéria ganha sua independência da Grã-Bretanha, Tafawa Balewa se torna Primeiro-ministro e Nnamdi Azikiwe se torna Presidente.
- 1 de outubro,1963 — A Nigéria separa o restante de seus laços da Grã-Bretanha, e a  Primeira República da Nigéria nasce.
- 15 de janeiro,1966 — O primeiro golpe militar depõe a Primeira República da Nigéria; O primeiro-ministro Tafawa Balewa foi assassinado juntamente com o premier do Norte da Nigéria, Ahmadu Bello, e o Ministro das Finanças, Festus Okotie-Eboh.
- 16 de janeiro,1966 — O Governo Federal Militar é formado, com General Johnson Aguiyi-Ironsi como o chefe de Estado e Comandante Supremo da República Federal.
- 29 de julho,1966 — Um contragolpe por oficiais militares da extração do norte, depoõem o Militar do Governo Federal;  General Johnson Aguiyi-Ironsi é assassinado juntamente com a Adekunle Fajuyi, Governador Militar da Região Oeste. General Yakubu Gowon torna-se Chefe de Estado.
- 1967 — A violência de Etnoreligiosos entre ibos Cristãos, e hauçás / fulas muçulmanos na Região Leste e o Norte da Nigéria, provoca uma migração dos ibos de volta ao Leste.
- 30 de maio, 1967 — General Emeka Ojukwu, Governador Militar da Nigéria Oriental, declara a sua província uma república independente chamada Biafra, e a Guerra da Nigéria-Biafra segue.
- 8 de janeiro, 1970 — General Emeka Ojukwu foge em exílio, o seu adjunto Philip Effiong torna-se Presidente em interino da Biafra.
- 15 de janeiro,1970 — O Presidente interino da Biafra, Philip Effiong rende graças às forças nigerianas do futuro Presidente da Nigéria, Olusegun Obasanjo e a Biafra é reintegrada na Nigéria.
- 29 de julho,1975 — General Yakubu Gowon é derrubado num golpe sem sangue; General Murtala Mohammed torna-se chefe de Estado.
- 13 de fevereiro,1976 — General Murtala Mohammed é assassinado em seu caminho para o trabalho; seu suplente, Tenente-General Olusegun Obasanjo torna-se Chefe de Estado, e fixa uma data para encerrar regime militar.
- 1979 — Shehu Shagari vence a eleição como o primeiro Presidente Executivo da Nigéria no estilo americano da Segunda República.
- 1 de outubro,1979 — Shehu Shagari é empossado como Presidente.
- 1983 — Presidente Shehu Shagari vence reeleição.
- 31 de dezembro,1983 — O Governo de Presidente Shehu Shagari é deposto do poder em um golpe palaciano; a Segunda República termina; O General Muhammadu Buhari torna-se o Chefe de estado, e Presidente do Conselho Supremo Militar da Nigéria.
- Agosto,1985 — General Muhammadu Buhari é derrubado em um golpe palaciano; General Ibrahim Babangida torna-se Chefe de Estado eo Presidente do Conselho Regente das Forças Armadas da Nigéria.
- Abril,1990 — Middle Belt Os oficiais cristãos, conduzidos pelo Major Gideon Okar, tentam derrubar Ibrahim Babangida em um golpe mal sucedido.
- 1992 — Dois partidos políticos, Partido Social Democrata (SDP) e  Convenção Nacional Republicana (NRC) são estabelecidos, Presidente Ibrahim Babangida na tentativa de retornar ao regime civil. Eleições primárias são anuladas na queda.
- 12 de junho,1993 — MKO Abiola vence a eleição presidencial; Presidente Ibrahim Babangida anula a eleição.
- 26 de agosto,1993 — O Presidente Ibrahim Babangida demitiu-se, devido à pressão do Conselho de Deliberação das Forças Armadas. Ernest Shonekan assume as rédeas do poder como chefe de Estado interino.
- 17 de novembro,1993 — Ernest Shonekan é obrigado a renunciar ao mandato. Ministro da Defesa, Sani Abacha torna-se chefe de Estado, e cria Conselho de Governo Provisório da Nigéria.
- 13 de março,1995 — A administração de Abacha detém o antigo Chefe de estado, Olusegun Obasanjo por apoiar alegadamente uma conspiração de golpe secreto.
- 10 de novembro,1995 — Ativistas dos direitos humanos e de Meio Ambiente, Ken Saro-Wiwa e outros oito estão enforcados pela administração Sani Abacha.
- 8 de junho,1998 — Chefe de Estado, Sani Abacha morre de um ataque cardíaco; Abdusalami Abubakar torna-se chefe de Estado, e Presidente do Conselho do Governo Provisório da Nigéria. A administração Abubakar suspendeu a proibição de atividades políticas, e inicia um ano de transição para o regresso ao regime civil.
- 15 de junho,1998 — Ex-chefe de Estado, Olusegun Obasanjo é libertado da prisão.
- 10 de fevereiro,1999 — Ex-chefe de Estado, Olusegun Obasanjo vence a eleição presidencial.
- 29 de maio,1999 — A Quarta República da Nigéria é inaugurada. Olusegun Obasanjo  é empossado como o segundo Presidente Executivo da Nigéria.
- 19 de dezembro,1999 — Presidente Obasanjo ordena tropas para invadir a cidade de Odi (Nigéria) no Delta do Níger, em resposta aos assassinatos de doze soldados nas mãos de militares do local; as tropas arrasaram a cidade de Odi, que ficou conhecido como o Massacre de Odi.
- 27 de janeiro,2000 — Lei de Sharia é estabelecida no predominantemente muçulmano estado de Zamfara; Onze outros estados no norte logo seguem o exemplo.
- Maio,2000 — Tumultos religiosos irrompem em Kaduna durante a execução da Lei de Sharia.
- 5 de junho,2000 — A administração Obasanjo estabelece o Niger Delta Development Commission (NDDC) para combater questões ecológicas e  humanas no Delta do Níger região do Sul da Nigéria.
- 10 de outubro,2002 — A Tribunal International de Justiça (ICJ) pronunciou contra Nigéria em favor de Camarões sobre a disputa oil-rich Bakassi península território.
- 2002 — Tumultos religiosos irrompem ao longo do Miss Mundo cortejo hospedado em Abuja; O desfile é posteriormente transferido para Londres.
- Abril, 2003 — Presidente Olusegun Obasanjo ganha a reeleição como presidente.
- 29 de maio,2003 — Presidente Olusegun Obasanjo é empossado para um segundo mandato como presidente.
- 2004 — Violência etno-religiosa estoura em Plateau; Presidente Obasanjo declara um estado de emergência no estado.
- 16 de maio,2006 — A Assembleia Nacional da Nigéria votos contra uma emenda constitucional para remover o prazo limite; Presidente Obasanjo está impedido de contestar um terceiro mandato no cargo.
- 13 de junho,2006 — Presidente Olusegun Obasanjo reúne-se com o seu contraparte de Camarões Paul Biya e Secretário-Geral das Nações Unidas, Kofi Annan em Nova Iorque para resolver disputada discussão sobre Bakassi.
- 1 de agosto, 2006 — Tropas nigerianas começam a retirar-se de Bakassi, Bakassi   torna-se território de Camarões.
- 15 de março,2007 — A Comissão Eleitoral Nacional Independente (CENI) libera os nomes dos 24 candidatos para as eleições presidenciais. O Vice-presidente Atiku Abubakar é excluído da lista.
- 21 de abril,2007 — Umaru Yar'Adua, Governador do estado de Katsina, é eleito como o Presidente da Nigéria.